# Dysphania abnegata
Dysphania abnegata är en fjärilsart som beskrevs av Louis Beethoven Prout 1917. Dysphania abnegata ingår i släktet Dysphania och familjen mätare. Inga underarter finns listade i Catalogue of Life.